# مستشعر الصورة

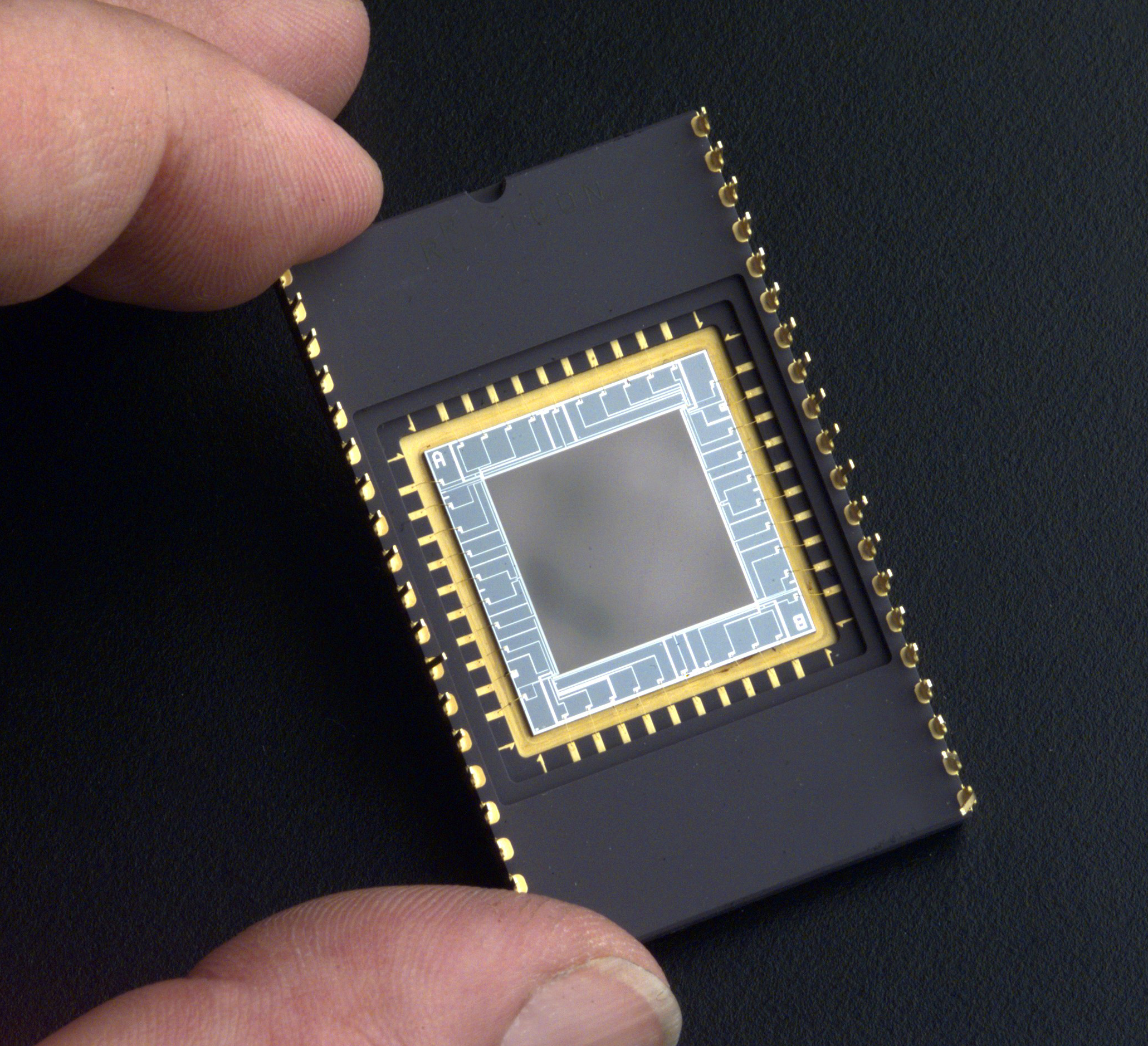
مستشعر الصورة الرقمي

مستشعر الصورة هو الجزء الرئيسي في الكاميرا الرقمية والمسؤلة عن استقبال الضوء المنعكس من المشهد عبر العدسة وتحويله إلى صورة كهربية بغية معالجته وتخزينه.
هو دارة إلكترونية معقدة مصنوعة من اشباه الموصلات تتكون من ملايين الترانزستورات الحساسة للضوء والتي تولد تيار من الالكترونات عند سقوط الفوتون الضوئى عليها.
مستشعر الصورة لايمكنه التعرف على الألوان وكل ما يستطيع فعله هو التعرف على شدة الضوء الساقط نسبيا ولذلك يصنع قناع من الألوان بنفس مستوي دقة الترانزيستور الواحد يوضع امامه (في مسار الضوء) فلا يمرر لكل وحدة الا لون واحد فقط وعن طريق خوارزميات خاصة يتم جمع قيم شدة الاضائة من الوحدات المجاورة لإعادة تمثيل اللون الاصلى.

قناع الألوان الذي يوضع فوق مستشعر الصورة الرقمي

تتوقف جودة الصورة الفوتوغرافية أو الفيديو الملتقط غالبا على عاملين هما جودة العدسة وجودة المستشعر الضوئي وتتوقف جودة المستشعر على مساحة سطح مستشعر الصورة وكلما كان أكبر كان أفضل وعلى عدد البيكسلات وتقاس بالميجا بكسل وعلى الحساسية المستخدمة لحظة الالتقاط.